# Torrenthorn
Le Torrenthorn est un sommet des Alpes bernoises, en Suisse, situé dans le canton du Valais, qui culmine à 2 997 m d'altitude.
Il est situé au sud-ouest du Majinghorn. Son versant ouest fait partie du domaine skiable de Loèche-les-Bains, dont il surplombe le village, situé à l'ouest.